# یوباوا
یوباوا (به لاتین: Ubava) یک منطقهٔ مسکونی در بوسنی و هرزگوین است که در ویشه‌گراد واقع شده‌است.